# Maestro (deutscher Rapper)
Maestro (* 8. Februar 1991 in Duisburg als Attila Kutbay) ist ein deutscher Rapper mit türkischen Wurzeln.

## Leben
Nach seinem Abitur studierte Maestro 4 Semester Jura an der Heinrich-Heine-Universität in Düsseldorf. Nachdem er das Studium vorzeitig abgebrochen hatte, absolvierte Maestro ein Studium bei der Finanzverwaltung und war als Diplom-Finanzwirt im gehobenen Dienst tätig. Zuvor hat er freiwilligen Wehrdienst bei der Bundeswehr geleistet. Seit 2019 veröffentlicht er Musik auf dem von ihm bis Januar 2020 als Geschäftsführer mitgeleiteten Label Keller GmbH von Mois.
2020 erreichten seine Lieder Schrei und Durch die Nacht die deutschen Singlecharts. Außerdem war er gemeinsam mit einem Dutzend anderer Künstler an dem Lied Bist du wach? von Azzi Memo beteiligt, das ebenfalls eine Woche in den Charts war. Im April 2021 erschien das Kollaboalbum FML, welches er gemeinsam mit Mois veröffentlichte und das auf Platz 20 der deutschen Hip-Hop Charts einstieg.
Seit dem 26. Oktober 2020 betreibt er zudem einen YouTube-Kanal (261.000 Abonnenten, Stand 7. Juli 2024).

## Diskografie

### Alben
| Jahr | Titel Musiklabel | Höchstplatzierung, Gesamtwochen, AuszeichnungChartplatzierungen (Jahr, Titel, Musiklabel, Platzierungen, Wochen, Auszeichnungen, Anmerkungen) | Höchstplatzierung, Gesamtwochen, AuszeichnungChartplatzierungen (Jahr, Titel, Musiklabel, Platzierungen, Wochen, Auszeichnungen, Anmerkungen) | Anmerkungen                                   |
| Jahr | Titel Musiklabel | DE | AT | Anmerkungen                                   |
| ---- | ---------------- | --- | --- | --------------------------------------------- |
| 2021 | FML Keller GmbH  | — | AT61 (1 Wo.)AT | Erstveröffentlichung: 16. April 2021 mit Mois |

### Singles
Chartplatzierungen

| Jahr | Titel Album       | Höchstplatzierung, Gesamtwochen, AuszeichnungChartplatzierungen (Jahr, Titel, Album, Platzierungen, Wochen, Auszeichnungen, Anmerkungen) | Höchstplatzierung, Gesamtwochen, AuszeichnungChartplatzierungen (Jahr, Titel, Album, Platzierungen, Wochen, Auszeichnungen, Anmerkungen) | Anmerkungen |
| Jahr | Titel Album       | DE | AT | Anmerkungen |
| ---- | ----------------- | --- | --- | --- |
| 2020 | Bist du wach?     | DE31 (1 Wo.)DE | — | Erstveröffentlichung: 3. April 2020 Azzi Memo feat. Nate57, Veysel, Sinan-G, Kool Savas, NKSN, Rola, Disarstar, Maestro, Hanybal, Celo & Abdi, Manuellsen, Silla, Credibil, Ali471, Milonair, Mortel & KEZ |
| 2020 | Schrei –          | DE62 (1 Wo.)DE | — | Erstveröffentlichung: 17. April 2020 feat. Mois |
| 2020 | Durch die Nacht – | DE96 (1 Wo.)DE | — | Erstveröffentlichung: 10. Juli 2020 |

Weitere Singles
- 2019: Hayatim
- 2019: Benza
- 2019: Platte Schnell (mit Mois)
- 2019: Million (mit Sinan-G)
- 2019: System (mit King Khalil)
- 2019: Pagani (mit Level)
- 2019: Bella (mit Kay Ay)
- 2020: Majestic
- 2020: Affet
- 2020: Monster (Mois feat. Maestro)
- 2020: Mr. Miyagi
- 2021: Aye (mit Mois)
- 2021: Diablo
- 2021: Blut (mit Mois feat. Massiv, Manuellsen, Sarhad, Azzi Memo, Pietro Lombardi, Ramo, Fard, Mert, Z, King Khalil, Sinan-G & Kay Ay; #8 der deutschen Single-Trend-Charts am 2. April 2021[14])
- 2021: Harraga (mit Mois, Yonii & Schubi AKpella)
- 2021: A Bronx Tale (mit Cameron Cates)
- 2021: Mama's in Prison (mit Cameron Cates)
- 2022: Resumee